# سکوژنچین
سکوژنچین (به لهستانی:  Skorzęcin) یک روستا در لهستان است که در گمینا ویتکووو واقع شده‌است.